# Moulin Brodsky

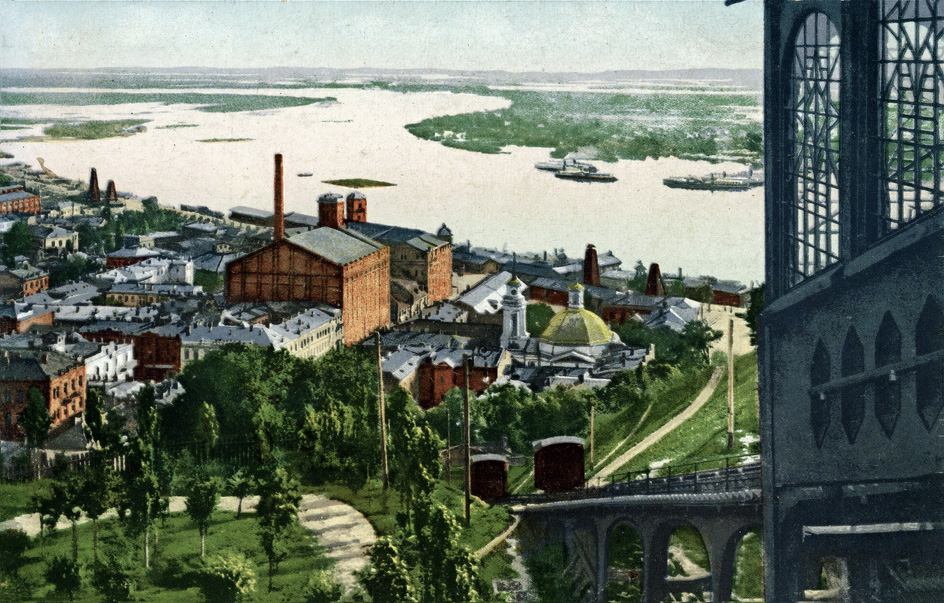
Vue du Moulin Brodsky depuis le funiculaire.

Les Moulins Brodsky sont les plus grandes installations minotières de Kiev pendant la fin de l'empire russe, de 1857 à 1920. Le seul vestige ayant survécu jusqu'à présent est un imposant silo à grain qui domine la place des postes du quartier de Podil sur les bords du Dniepr.

## Histoire de l'entreprise
Dans la première moitié du XIXe, le site est occupé par diverses propriétés notamment ecclésiastiques (éparchie de Pereiaslav). Il est acheté par un marchand kiévain originaire de Courlande, Andreas-Hans Gläser.
En novembre 1855, Gläser et des associés déposent une demande auprès du prince Vasiltchikov, gouverneur-général du district militaire de Kiev, de Podolie et de Volhynie pour la création d'une minoterie, arguant de la rareté de ces installations dans la région de Kiev et de la hausse des prix de la farine, et demandant un monopole de dix ans pour une minoterie industrielle utilisant la vapeur.

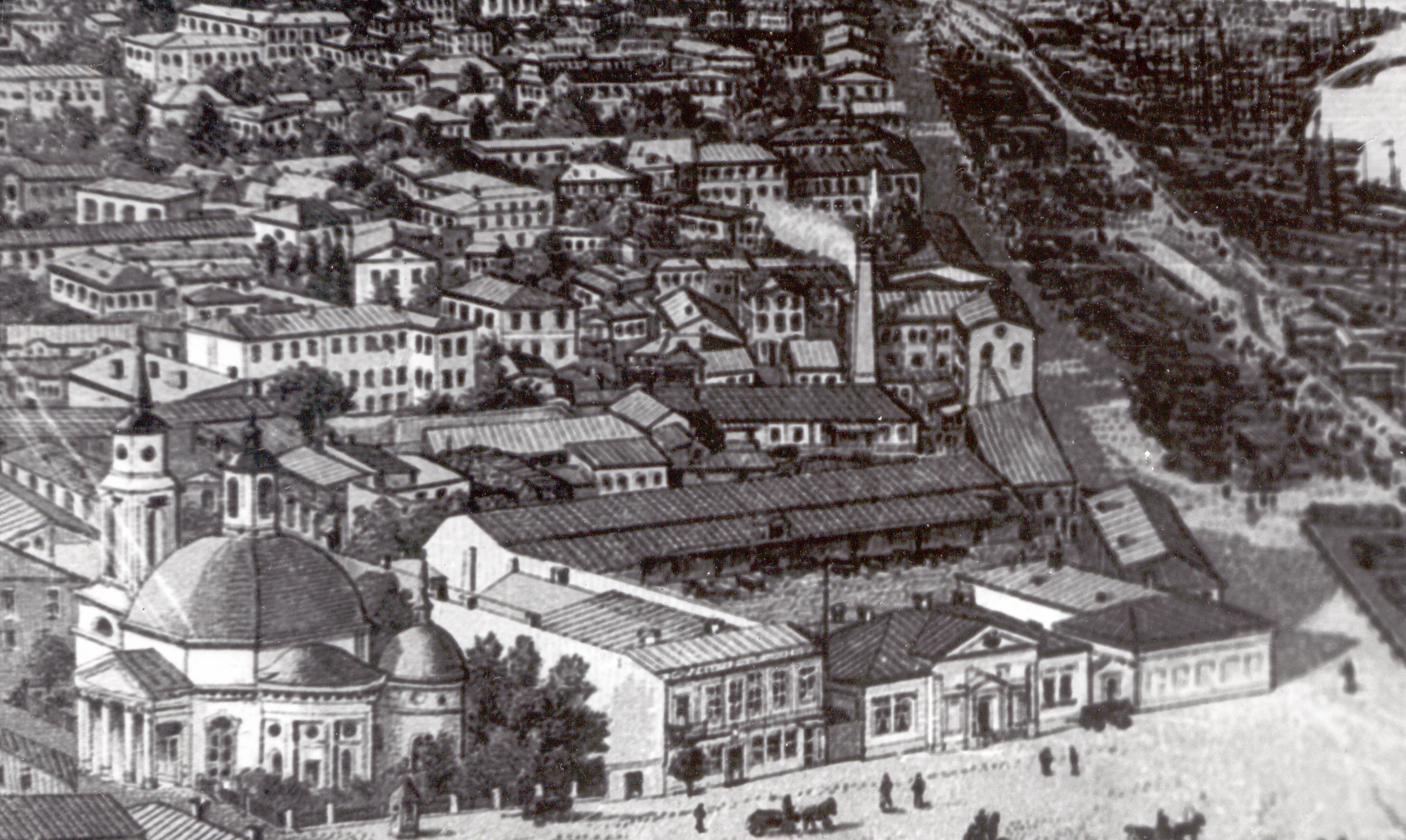
Dessin représentant Podil dans les années 1870. Au premier plan — l'église de la Nativité et le bureau de poste, derrière lesquels se trouvent la minoterie à vapeur.

Après la guerre de Crimée, l'empire Russe connaît une crise qui a des répercussions sur l'augmentation des prix du pain; c'est pourquoi les autorités soutiennent l'initiative des entrepreneurs, sans toutefois donner le monopole réservé alors aux véritables inventions.
En 1856 et 1857 est donc construit le bâtiment du moulin entre la rue Igorevskaya et des berges, avec tout l'équipement afférent: machine à vapeur, forge, puits et autres.

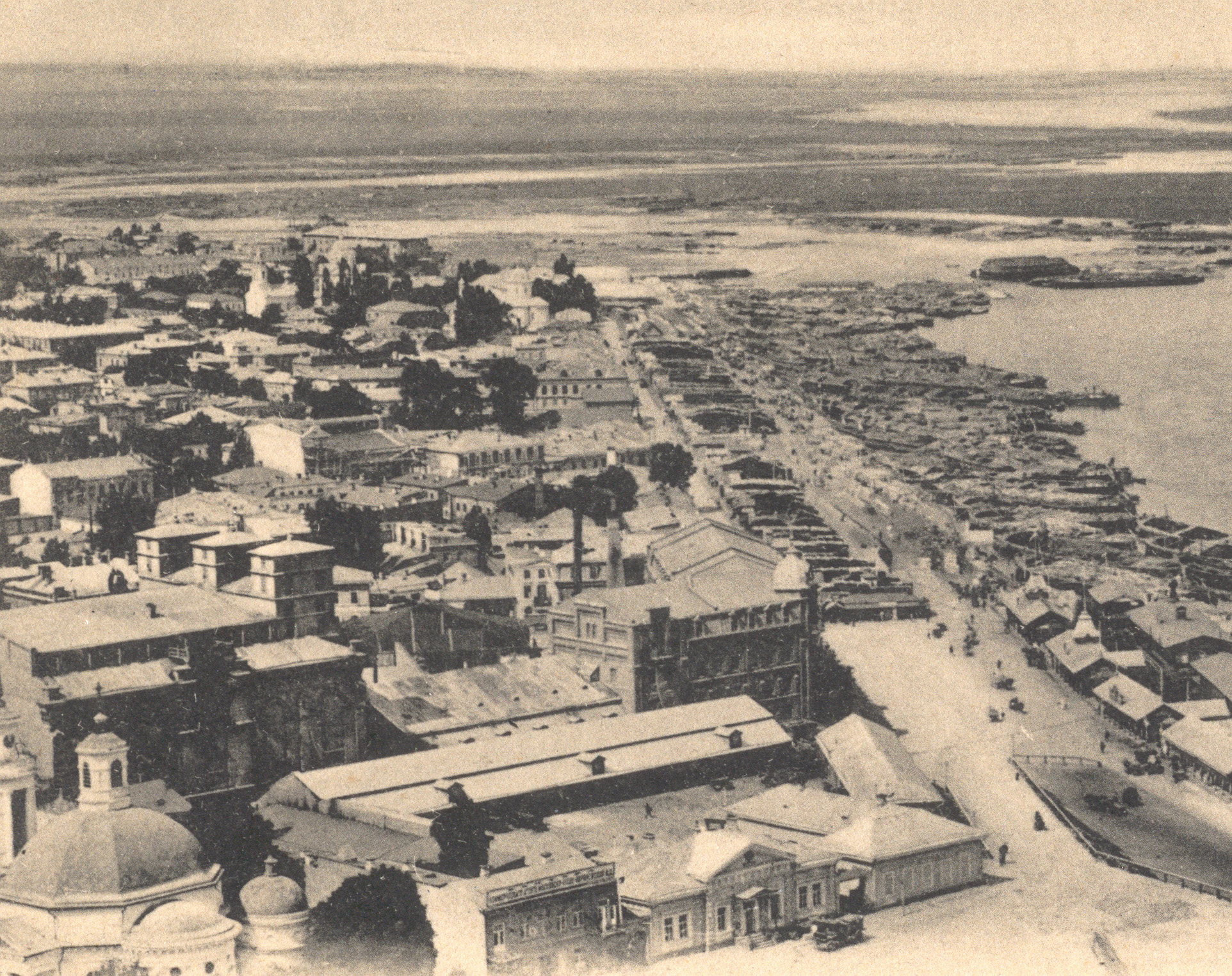
Le moulin Brodsky sur une carte postale vers 1900. À gauche derrière l'église, le silo à grain, incendié en 1906

Le moulin est utilisé par des industriels prussiens avant et après la mort de Gläser en 1864, puis cédé en avril 1870 à l'un des fondateurs de la célèbre dynastie d'industrie sucrière des Brodsky.Ceux-ci achètent des terrains annexes et construisent un nouveau bâtiment de quatre étages en 1888. Celui-ci subit un grave incendie 3 ans plus tard, lorsqu'un des engrenages du moulin prend feu.
Un nouveau silo à grain en brique avec trois tours est construit à partie de 1895 par l'ingénieur Eichenwald. Après les travaux d'agrandissement, le moulin est l'un des plus performants de l'empire russe, avec une production annuelle de 2 à 3 millions de livres de farine par an. En 1904, Lazare Brodsky décède et l'entreprise est renommé en son honneur.

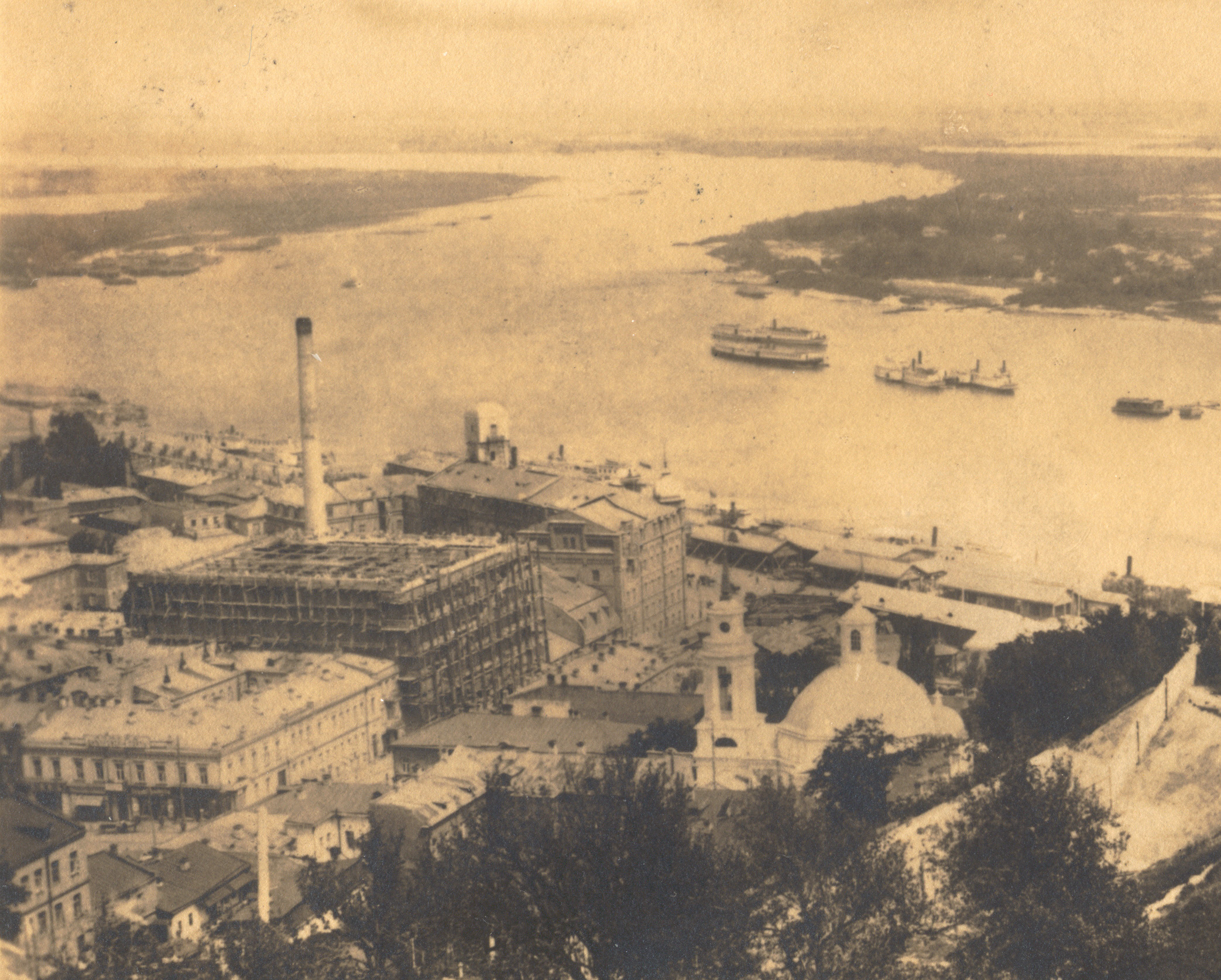
Construction d'un nouveau silo en 1907.

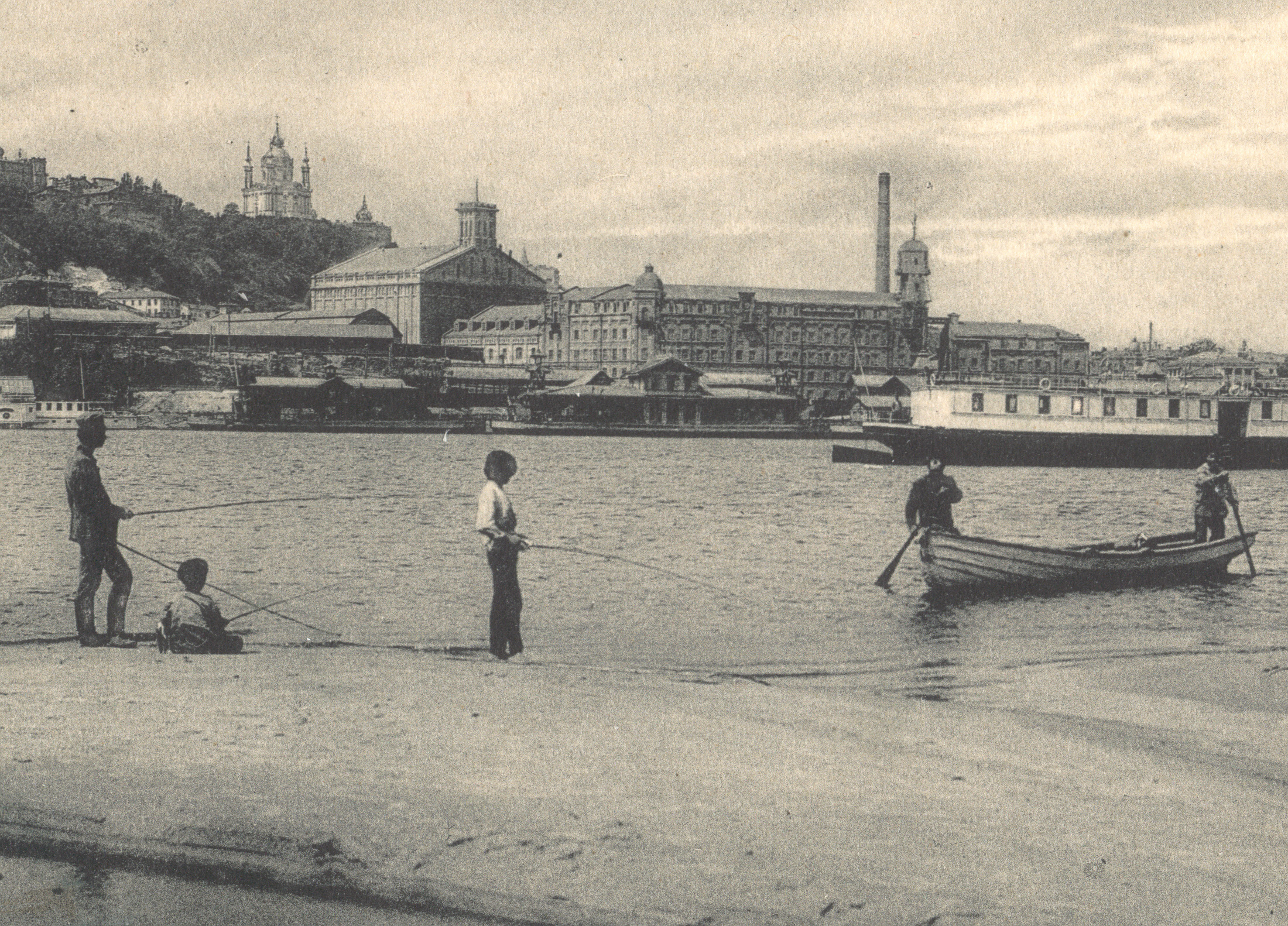
Moulin «Lazare Brodsky», vue depuis l'île Trukhaniv, années 1910

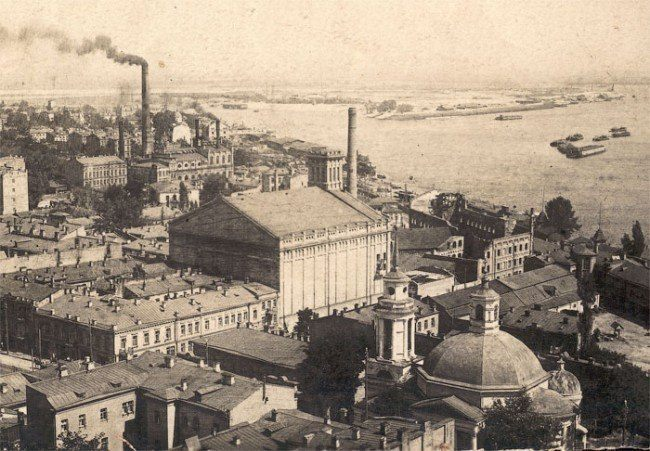
Moulins Brodsky dans les années 1920, Podil, Kiev, Ukraine. Les ruines du bâtiment principal côtoient le silo à grain et le bâtiment des moteurs.

En juillet 1906, un nouvel incendie dévastateur, qui s'est propagé depuis les stocks de sacs, puis s'est étendu à la tour de bois du silo fait des ravages. Le feu es si intense que les bateaux à vapeur, amarrés sur le quai sont contraints de fuir vers l'Île Trukhanov. Le silo est entièrement détruit, mais l'entreprise étant assurée, il est aussitôt reconstruit dès 1907 par H Volkenstein et A. Krauss avec une capacité de stockage d'un million de livres, en 1909, à lui ajouté un grenier (architecte A. Krauss). L'un des principaux inconvénients de l'entreprise demeure la cheminée de la machine à vapeur qui projette sa fumée sur tout le quartier de Podil; ainsi, en 1912, un nouveau système diesel est mis en place: en 1914, trois moteurs diesel sont installés, d'une puissance de 1759 chevaux. L'entreprise emploie alors 185 employés.
Les conditions de travail des ouvriers dans l'usine sont très dures, comme en témoigne dans ses mémoires Lazare Kaganovitch qui a travaillé pendant un certain temps là-bas comme docker. La journée de travail dure douze, les dockers transportant des sacs de cinq livres sur les ponts en bois se blessaient fréquemment.
L'écrivain Cholem Aleikhem décrit dans son roman autobiographique sa visite au moulin de Brodsky.
Pendant la guerre civile, l'entreprise a continué de fonctionner jusqu'à un ultime incendie en 1920; les ruines du bâtiment principal ne sont déblayées que dans les années 1930.

## La construction

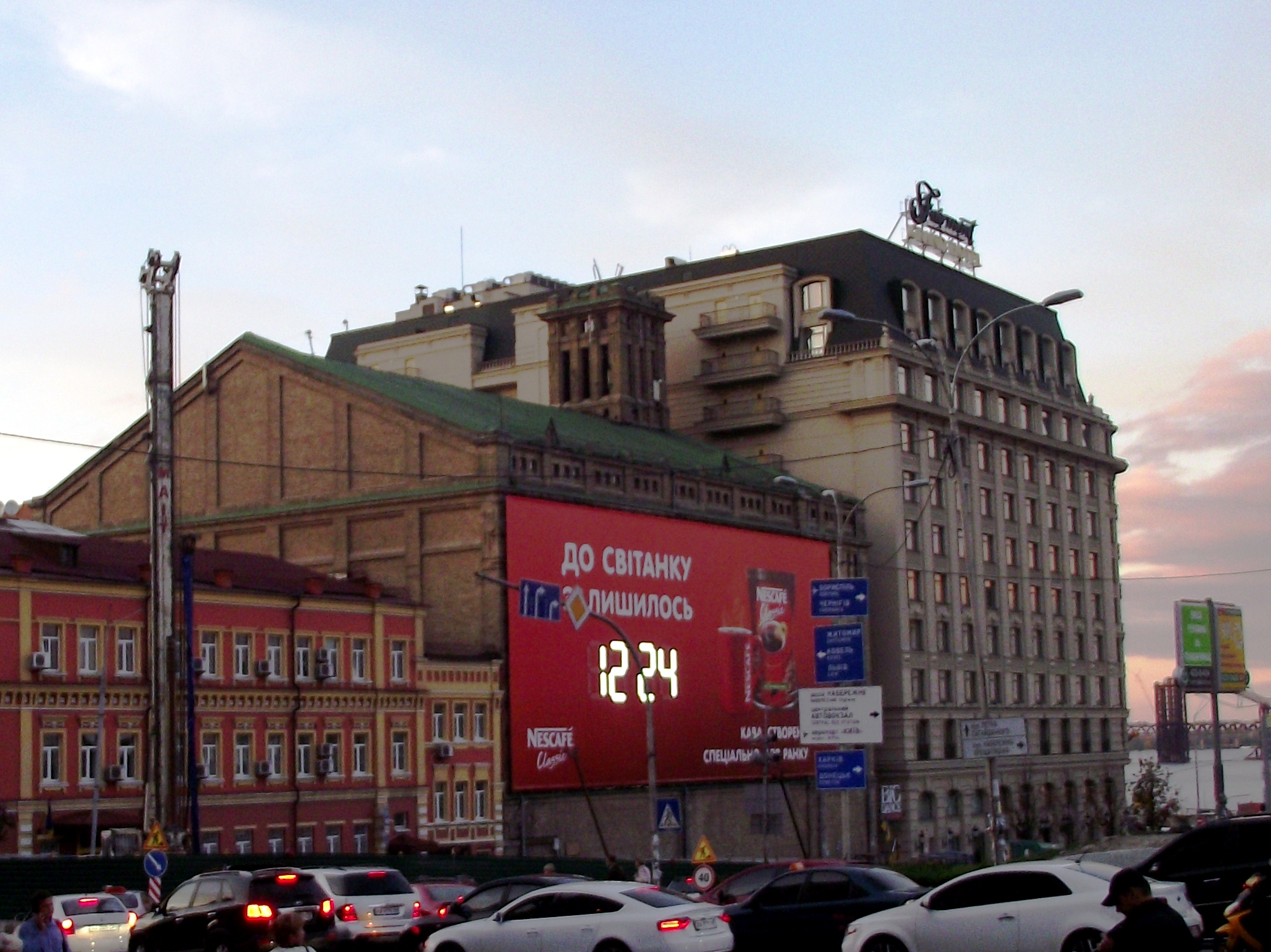
Le silo dans les années 2000.

Seuls deux bâtiment survivent à l'incendie en 1920.

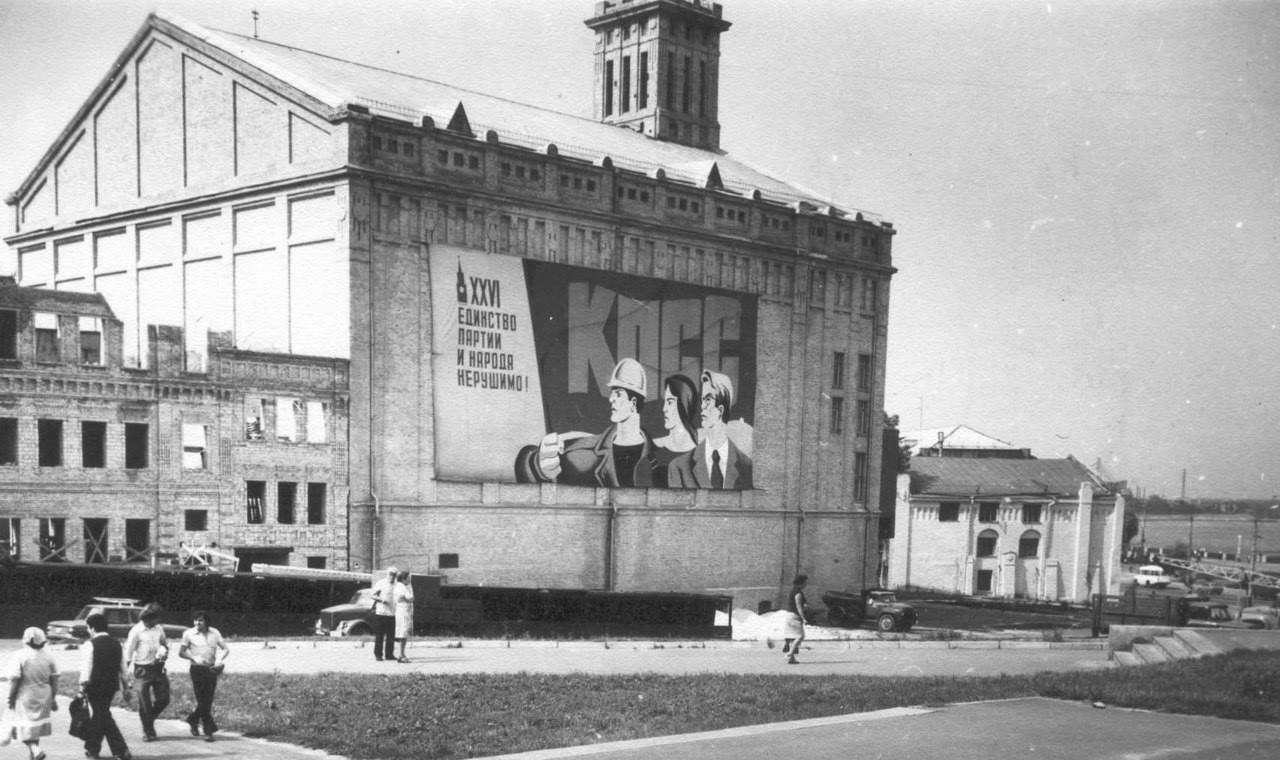
Moulins Brodsky après 1945, Podil, Kiev, Ukraine. Une affiche du 26e congrès du PCUS (1981) orne le silo à grain transformé en réserve de bibliothèque.

Le premier est la station diesel de la minoterie, construite en 1912-1914 par l'architecte Verbitsky. La station est construite sur l'emplacement de la machine à vapeur du XIXe siècle. Les façades du bâtiment sont décorées dans le style moderne romano-gothique. Après la seconde guerre mondiale, le bâtiment est utilisé comme logement pour les ouvriers de l'usine Elektropribor. Bien que l'ensemble architectural ait été classé comme monument de l'histoire et de la culture de Kiev, il est détruit en 2005. À sa place est construit un hôtel disproportionné ne respectant aucunement les hauteurs de bâtiment du quartier.
L'autre bâtiment est le silo à grain, désigné aujourd'hui comme le "Moulin Brodsky", construit en 1907 par l'ingénieur Volkenstein, une imposante basilique de pierre à une tour, dont l'espace intérieur est divisé en sept niveaux. À l'époque soviétique, des projets de réaménagement sont proposés, notamment la création d'un palais des sports «Spartacus». En 1970, le bâtiment est transmis au Ministère de la culture de l'URSS, et il abrite la réserve de la bibliothèque du Parti communiste de l'Union soviétique (aujourd'hui bibliothèque nationale parlementaire de l'Ukraine). Dans les années 1980 est ajoutée une salle de lecture qui est démolie en 2005 avec la salle des moteurs. Le mur extérieur est utilisé pour des affiches de propagande sous l'ère soviétique, puis pour de la publicité commerciale après 1991.